# Катрин Рутлидж
Катрин Рутлидж (на английски: Katherine Routledge) е британска изследователка, етнограф и археолог. Известна най-вече с работата си на Великденски остров, където изследва археологическите останки от културата на Рапа Нуи.
Родена през 1866 година в богато квакерско семейство в графство Дъръм, Катрин трудно понася ограниченията наложени на жените от стриктните викториански условности. Завършва в Оксфорд и получава диплома по антропология и археология. На 29 март 1914 година пристига на Великденски остров на борда на британската яхта Мана заедно със съпруга си Уилям Скорсби Рутлидж и малка групи помощници. След анексирането от Чили по-голямата част от острова е определена за овцевъдство, а на него живеят около стотина души.
На острова тя събира устните традиции на островитяните, провежда археологически разкопки и топографски измервания, каталогизира всяка статуя и определя точното и местоположение. Освен всичко друго изпитва и интерес към социалната, икономическа и политическа ситуация на острова. Пристигането на яхтата Мана на острова обаче довежда до неспокойство и нарушава равновесието в отношенията между местното население и колониалните власти. Въпреки всичко Рутлидж се завръща в родината си с безценни археологически и етнографски данни, като напуска острова през 1915 година през Питкерн и Сан Франциско. Описва своите открития на острова в книгата The Mystery of Easter Island издадена през 1919 година. Повечето обекти, които тя и съпругът и намират на острова се намират в музеите Пит Ривърс и Британския музей 
В последните си години изгубва битката с шизофренията, която я тормози през целия и живот и умира на 13 декември 1935 година в психиатрична болница.